# Michael Jackson
Michael Joseph Jackson (n. 29 august 1958, Gary, Indiana, SUA – d. 25 iunie 2009, Los Angeles, California, SUA), supranumit „regele muzicii pop”, a fost un renumit cântăreț american, care a adus contribuții importante muzicii, dansului și modei. Imensul succes comercial și o viață personală mult prea controversată l-au ținut în cultura muzicii timp de patru decenii.
Al șaptelea copil al familiei Jackson, Michael a debutat în anul 1964 alături de frații săi, în formația The Jackson 5, ca principal vocalist, fiind cel mai tânăr membru. Și-a început cariera solo în 1971, în timp ce încă era membru al formației. Albumul Thriller (1982) rămâne cel mai vândut album din toate timpurile,HIStory: Past, Present and Future, Book I,1995,este cel mai bine dublu album vândut din istorie ,Blood On The Dance Floor:HIStory in the Mix,1997,este cel mai bine vândut album de remix-uri din istorie, Off the Wall (1979), Bad (1987), Dangerous (1991) numărându-se și ele printre cele mai bine vândute albume din lume. Michael este creditat ca fiind cel ce a transformat videoclipul dintr-un instrument de promovare într-o formă de artă desăvârșită, prin videoclipurile unor piese precum „Billie Jean”, „Beat it” sau „Thriller”, devenind primul artist de culoare care are succes la MTV. Prin intermediul prestațiilor scenice și a videoclipurilor, Michael Jackson a popularizat o serie de tehnici de dans complicate din punct de vedere fizic, precum robotul și moonwalk-ul. Stilul vocal, timbrul muzical și coregrafia lui au inspirat numeroși artiști pop, rock, R&B și hip hop, spărgând barierele dintre generații, cele culturale și cele rasiale.
Michael Jackson este unul dintre puținii artiști care au intrat de două ori în Rock and Roll Hall of Fame. Printre alte realizări se numără și 13 recorduri Guinness, incluzând recordul pentru „ cel mai de succes entertainer din toate timpurile”, 14 premii Grammy, 26 premii A.M.A.(American Music Awards), 12 premii W.M.A.(World Music Awards), 17 single-uri numărul unu în Statele Unite (incluzând 4 ca membru al formației The Jackson 5) și vânzări de peste 800 de milioane de discuri, fiind unul dintre cei mai vânduți artiști din istorie. Michael Jackson a strâns și a donat peste 300 de milioane de dolari prin intermediul a 39 de acțiuni de caritate și prin intermediul propriei sale fundații, Fundația Heal the World.
Viața personală a lui Michael Jackson a generat numeroase controverse de-a lungul timpului. Înfățișarea lui Michael a suferit modificări încă din anii '70, devenind tot mai alb datorită bolii de care suferea, vitiligo. Deși a fost acuzat de pedofilie în 1993, ancheta penală a fost închisă din cauza lipsei de dovezi. A fost căsătorit de două ori și este tatăl a trei copii, provocând mai multe controverse în legătură cu creșterea lor. În 2005, Michael Jackson a fost judecat și găsit nevinovat de încă o acuzație de abuz sexual.
Michael Jackson a murit la 25 iunie 2009, într-un spital din Los Angeles, în urma unui stop cardiac suferit la locuința sa. Moartea lui a atras atenția întregii lumi, ceremonia de comemorare fiind urmărită de aproximativ un miliard de oameni.
Când Michael făcea 52 de ani, a devenit muzicianul cel mai descărcat din istoria muzicii.

## Biografie

### Copilăria și The Jackson 5 (1958—1975)
Michael Joseph Jackson s-a născut la 29 august 1958 în orașul Gary, Indiana (o suburbie industrială a orașului Chicago, Illinois) într-o familie de muncitori, fiul lui Joseph "Joe" Walter și Katherine Esther (născută Scruse), el este cel de-al șaptelea din nouă copii. Frații săi sunt Rebbie, Jackie, Tito, Jermaine, La Toya, Marlon, Randy și Janet. Joseph Jackson a fost angajat al unei fabrici locale de oțel și cânta adesea alături de fratele său Luther într-o formație de muzică R&B numită The Falcons. Michael Jackson a fost crescut de către mama sa în conformitatea regulilor impuse de Martorii lui Iehova, iar ulterior au existat zvonuri că s-a convertit la Islam, zvonuri dezmințite de avocatul său.
De la o vârstă fragedă Michael a fost abuzat fizic și emoțional de tatăl său, fiind nevoit să îndure multe bătăi și înjosiri. Abuzurile din copilărie l-au afectat pe tot parcursul vieții. Marlon Jackson își reamintește cum tatăl său îl ridica pe Michael ținându-l de un picior și „îl snopea în bătaie iar și iar cu mâna, lovindu-l”. Joseph avea probleme frecvent și îi pedepsea pe băieții săi lovindu-i de pereții casei. Într-o noapte, în timp ce Michael dormea, Joseph a intrat în camera sa folosind fereastra deschisă. Purtând o mască înspăimântătoare, Joseph a început să țipe, vrând să își învețe copiii să nu lase fereastra deschisă, atunci când se duc la culcare. Mulți ani după acest incident Michael a avut coșmaruri corelate imaginii tatălui său, în care era răpit din propriul dormitor.
Michael a vorbit deschis despre abuzurile din copilaria sa în anul 1993, într-un interviu acordat moderatoarei Oprah Winfrey. El a spus că în timpul copilăriei sale a plâns de multe ori de singurătate. Într-un interviu ce făcea parte din documentarul Living with Michael Jackson (2003), interpretul și-a acoperit fața cu mâna și a început să plângă atunci când vorbea despre copilăria sa.
Michael Jackson și-a dezvăluit talentul muzical la vârsta de cinci ani în fața colegilor de clasă și a altor persoane, în timpul unui recital de Crăciun. În anul 1964, Michael și Marlon s-au alăturat fraților Jackson—un grup muzical format de frații Jackie, Tito și Jermaine—la început fiind muzician de backup. La vârsta de opt ani, Michael și Jermaine au devenit cântăreții principali ai formației, care a preluat la vremea respectivă numele The Jackson 5. Trupa a concertat pentru câțiva ani în cluburile și locurile cunoscute din Vestul mijlociu precum Chitlin' circuit, unde adesea deschideau reprezentațiile de striptease și alte acte pentru adulți. Conduși de Michael, ei au câștigat în 1966 un concurs important cu versiuni ale unor șlagăre marca Motown precum hitul lui James Brown, „I Got You (I Feel Good)”.
The Jackson 5 au înregistrat mai multe cântece, precum „Big Boy,” pentru casa de înregistrări Steeltown în 1967, iar în 1968 au semnat un contract de management cu Motown Records. Revista Rolling Stone l-a descris mai târziu pe tânărul Michael ca „un fenomen” cu „talente muzicale copleșitoare”. De asemenea, editorii revistei au observat faptul că Michael a devenit rapid cântărețul principal al grupului, deși inițial se rezuma doar la dans. Cu toate că Michael „cânta cu vocea pițigăiată a unui copil, el dansa precum un dansator profesionist, iar interpretările sale timpurii semănau cu muzica RnB/Soul molipsitoare a unor personalități precum Sam Cooke, James Brown, Ray Charles și Stevie Wonder”. Formația The Jackson 5 a stabilit un nou record în momentul în care primele patru discuri single lansate („I Want You Back”, „ABC”, „The Love You Save” și „I'll Be There”) au câștigat consecutiv prima poziție în prestigiosul clasament Billboard Hot 100. Pe parcursul primilor ani ai erei The Jackson 5, casa de discuri Motown a spus că Michael ar avea doar nouă ani, cu doi ani mai tânăr decât era în realitate, pentru a-l face să pară mai drăguț și mai accesibil publicului.
Începând cu anul 1972, Michael a lansat un total de patru albume pe plan independent, fiind impresariat de casa de discuri Motown, printre ele numărându-se Got to Be There și Ben. Acestea au fost puse, ca parte din franciza The Jackson 5, și au produs discuri single de succes precum „Got to Be There”, „Ben” și o preluare a cântecului „Rockin' Robin”, original al lui Bobby Day. Popularitatea și vânzările grupului se aflau la mijlocul anilor 1970 în scădere continuă. Formația a mai înregistrat câteva hituri minore precum „Dancing Machine” sau „I Am Love” înainte de a încheia contractul cu Motown.

### Un nou contract șiOff the Wall(1976—1981)
Grupul Jackson 5 a semnat un nou contract de management cu CBS Records în iunie 1975, alăturându-se grupului Philadelphia International Records, actuala companie Epic Records. Ca rezultat al unor proceduri legale, grupul a preluat numele The Jacksons. După ce această schimbare a avut loc, formația a continuat să concerteze la nivel internațional, lansând încă șase albume de studio între 1976 și 1984. La perioada respectivă, Michael Jackson a fost compozitorul principal al grupului, scriind șlagăre precum „Shake Your Body (Down to the Ground)”, „This Place Hotel” și „Can You Feel It”.
În 1978, Michael a jucat rolul Sperietoarei în musicalul The Wiz. Piesele muzicale au fost orchestrate și aranjate de Quincy Jones, care a format un parteneriat cu Michael Jackson în timpul filmărilor și a fost de acord să îi producă următorul album independent al interpretului, intitulat Off the Wall. În 1979, Michael și-a fracturat nasul în timp ce repeta o coregrafie complexă. Operația de rinoplastie ulterioară nu a fost o reușită, Michael având dificultăți respiratorii, fapt care i-a afectat cariera. Interpretul a fost îndrumat la Dr. Steven Hoefflin, care i-a făcut cea de-a doua rinoplastie, dar și alte operații de înfrumusețare.
Jones și Michael au produs împreună discul Off The Wall, printre compozitorii și textierii participanți numărându-se solistul formației Heatwave , Rod Temperton, Stevie Wonder și Paul McCartney. Lansat în 1979, „Off The Wall” a fost primul album al interpretului care a generat patru șlagăre de top 10 în S.U.A., inclusiv hiturile „Don't Stop 'Til You Get Enough” și „Rock With You”. Discul „Off The Wall” a câștigat poziția a treia în clasamentul Billboard 200, primind multiple discuri de platină în S.U.A. pentru vânzări de peste șapte milioane de exemplare, la nivel mondial fiind vândute peste 20 de milioane de unități.
În 1980, Michael Jackson a câștigat trei premii la gala American Music Awards pentru eforturile depuse în cariera sa independentă, primind titluri pentru „Cel mai popular album de muzică Soul/R&B”, „Cel mai popular interpret de muzică Soul/R&B” și „Cel mai bun disc single de muzică Soul/R&B” (pentru „Don't Stop 'Til You Get Enough”). În același an, Michael a câștigat două premii oferite de Billboard Music Awards la categoriile „Cel mai bun interpret de culoare” și „Cel mai bun album al unui interpret de culoare”, dar și un premiu Grammy pentru „Cea mai bună interpretare R&B a unui cântăreț” (pentru „Don't Stop 'Til You Get Enough”). În ciuda succesului său comercial, Michael a simțit că discul „Off The Wall” ar fi trebuit să aibă un impact mult mai mare și a fost determinat să întreacă așteptările tuturor odată cu lansarea viitorului său album de studio. La începutul anilor 1980, Michael a obținut cel mai mare profit din industria muzicală, el primind 37% din banii obținuți în urma comercializării materialelor sale discografice.

### Thrillerși Motown 25 (1982-1983)
În 1982, Jackson a contribuit la melodia „Someone In The Dark” din filmul E.T.-Extraterestrul, obținând un premiu Grammy pentru "Cel mai bun album pentru copii". În același an Jackson își lansează cel de-al doilea album Epic, Thriller, care devine cel mai vândut album din toate timpurile. Albumul a rămas în top10 Billboard 200 timp de 80 de săptămâni consecutive, în 37 dintre acestea clasându-se pe prima poziție. A fost primul album care a avut șapte single-uri în top 10 Billboard Hot 100, incluzând „Billie Jean”, „Beat It”, „Wanna Be Startin' Somethin'”. Thriller a primit statutul Double Diamond în Statele Unite, acordat de către RIAA, pentru cele 28 de milioane de unități vândute până atunci. În prezent, Thriller, este cel mai bine vândut album al tuturor timpurilor, cu 110 milioane de copii vândute în întreaga lume. Reprezentantul lui Jackson, John Branca, preciza că în acel moment, Jackson avea cea mai ridicată rată a drepturilor de autor din industria muzicală, aproximativ 2$ pentru fiecare album vândut. De asemenea, obținea încasări record din vânzarea CD-urilor și „The Making of Michael Jackson's Thriller”, documentar produs de Jackson și John Landis. Fondat de MTV, documentarul s-a vândut în peste 350.000 de copii, în doar câteva luni de la lansare.
The New York Times scria că „în lumea muzicii pop, există Michael Jackson și toți ceilalți”. În 25 martie 1983, Michael Jackson a apărut la un show special televizat, Motown 25: Yesterday, Today, Forever, în care a cântat atât alături de cei din formația The Jackson 5, cât și singur. Pe durata melodiei Billie Jean, Jackson execută pentru prima dată în public moonwalk, mișcare care avea să devină celebră. Prestația lui a fost urmărită de 47 de milioane de telespectatori, fiind comparată cu apariția lui Elvis Presley și a celor de la The Beatles în The Ed Sullivan Show.

### Pepsi,We Are the Worldși afacerile (1984-1985)
În 27 ianuarie 1984, Jackson a suferit un accident de sănătate. În timp ce filma la o reclamă pentru Pepsi Cola, supravegheată de directorul Philip Dusenberry, la Shrine Auditorium din Los Angeles, Jackson a suferit arsuri de gradul doi pe cap, în urma efectelor pirotehnice din cauza cărora i-a luat foc părul. Acest eveniment s-a petrecut în fața unei mulțimi de fani care participau la simularea unui concert. Imediat după acest accident Jackson a făcut a treia operație de chirurgie plastică și a urmat un tratament pentru a-și ascunde cicatricile cauzate de acest eveniment. Cele 1,5 milioane de $ pe care Jackson i-a primit despăgubire de la Pepsi i-a donat la Brotman Medical Center din Culver City, California, care a deschis o nouă secție „Centrul de arsuri Michael Jackson”.

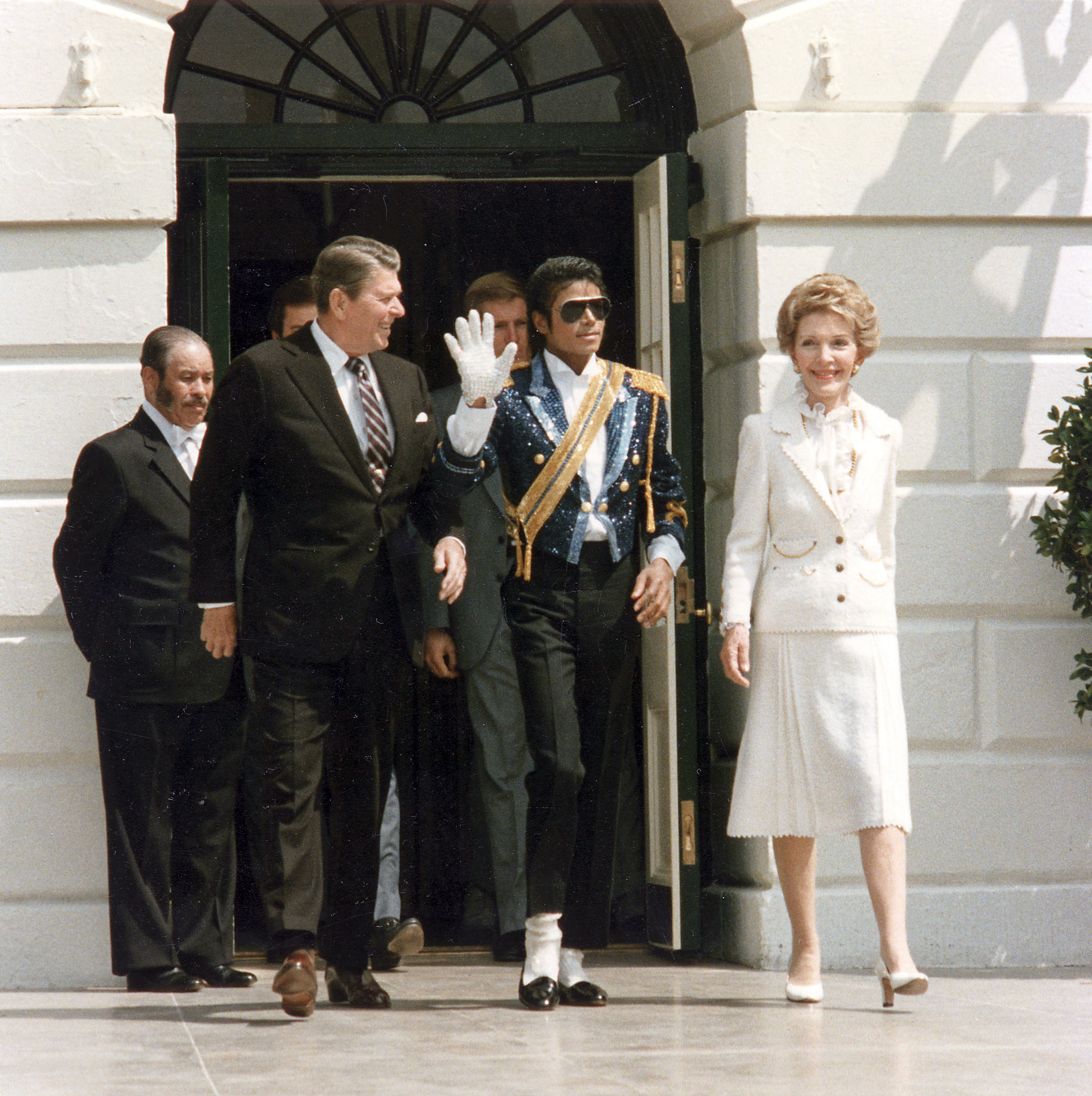
Jackson împreună cu președintele Ronald Reagan și prima doamnă Nancy Reagan, 1984

În 14 mai 1984, a fost invitat la Casa Albă și premiat de către președintele Ronald Reagan, pentru acțiunile lui de caritate care au ajutat oamenii să combată alcoolul și consumul de droguri. Jackson a câștigat 8 premii Grammy în acel an. Spre deosebire de succesoarele lui, albumul Thriller nu a avut un turneu oficial  de promovare, dar Victory Tour din 1984 a arătat celor 2 milioane de americani care au participat la turneu, majoritatea single-urilor lui Michael Jackson. El a donat cele 5 milioane de $ câștigate în urma turneului. De asemenea a compus în 1985, împreună cu Lionel Richie, „We Are the World”, o melodie de caritate lansată în întreaga lume pentru a combate sărăcia din Africa. A devenit unul dintre cele mai vândute single-uri din toate timpurile, cu aproape 20 milioane de copii vândute și milioane de dolari donați pentru a combate foametea.
În timp ce lucra la single-urile „The Girl Is Mine” (1982) și „Say Say Say” (1983) împreună cu Paul McCartney, aceștia au devenit prieteni. McCartney i-a spus lui Jackson despre mulțimea de bani care îi câștiga din posesia cataloagelor de muzică. Câștiga aproximativ 40 de milioane de $ pe an din melodiile altor cântăreți. Prin urmare Jackson a început să cumpere, să vândă și să distribuie drepturile de publicare a melodiilor a numeroși artiști. În 1985, ATV Music, o companie care deținea mii de drepturi de publicare, incluzând catalogul Northern Songs, care conținea majoritatea compoziților lui Lennon-McCartney înregistrate de The Beatles, era scoasă la vânzare. Jackson era foarte interesat s-o cumpere, deși a fost atenționat că avea să înfrunte o competiție dură. Entuziasmat, tot spunea, „ Nu-mi pasă. Vreau acele melodii. Adu-mi acele melodii Branca [reprezentatul lui]". Branca l-a contactat pe reprezentantul lui McCartney, care i-a spus că clientul lui nu era interesat de ATV Music: „E prea scump”. După ce Jackson a început negocierile, McCartney s-a răzgândit și a încercat s-o atragă pe Yoko Ono în afacere cu el, dar ea a refuzat, iar el s-a retras. În cele din urmă Jackson i-a învins pe ceilalți competitori în negocieri care au durat 10 luni, cumpărând catalogul pentru suma de 47,5 milioane de $.

### Schimbarea înfățișării,Bad, autobiografie și Neverland (1986-1990)

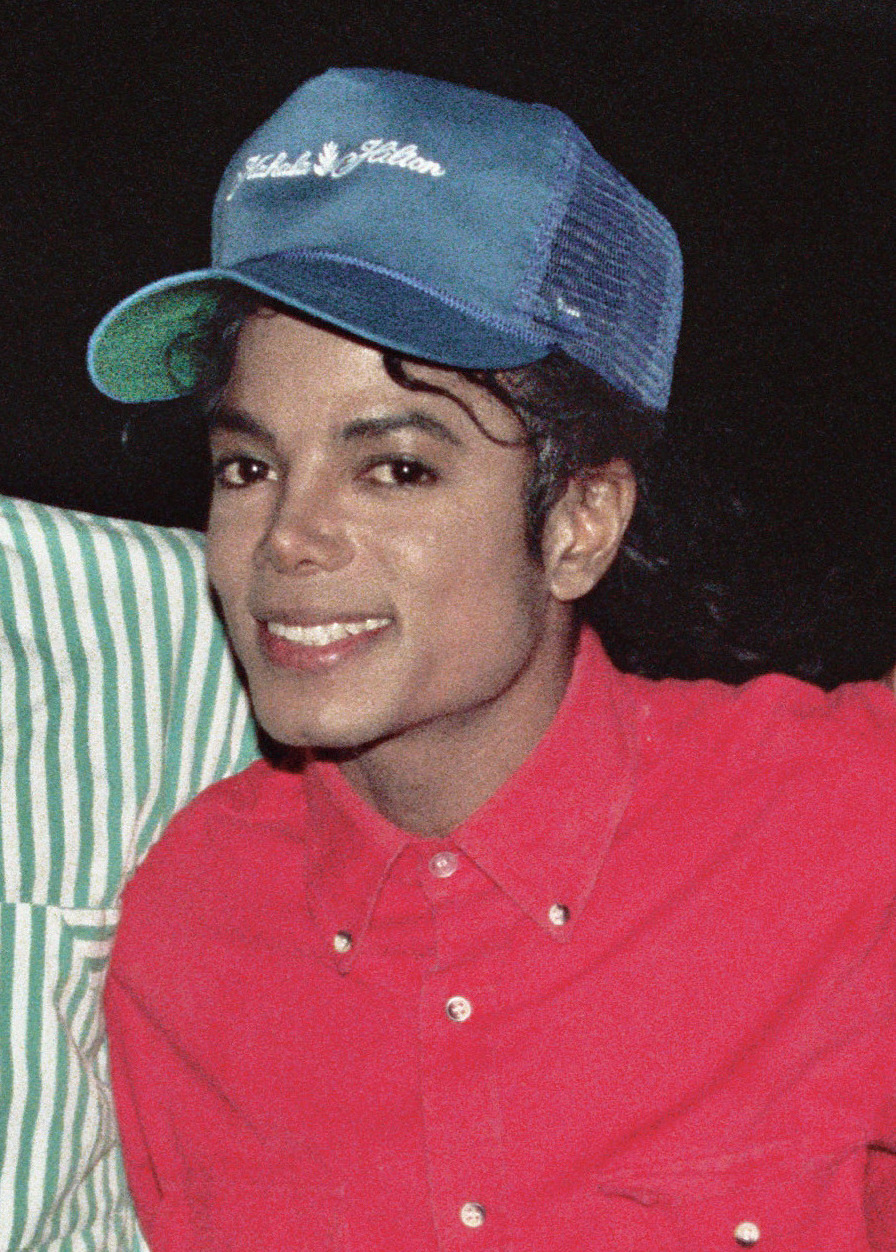
Jackson la doi ani după ce a fost diagnosticat cu vitiligo, aici, în etapele timpurii ale bolii

Pielea lui Jackson a fost maronie pe toată durata tinereții, dar începând cu anii '80 a devenit din ce în ce mai deschisă la culoare. Schimbarea a dat naștere unor zvonuri care pretindeau că și-ar fi decolorat pielea. Conform biografiei lui J.Randy Taraborrelli din 1986, Jackson suferea de vitiligo și lupus. Vitiligo ar fi fost cauza decolorării pielii lui Jackson, ambele boli făcându-l sensibil la lumina soarelui. Tratamentul pe care l-a urmat și machiajul folosit pentru a-i masca petele decolorate l-au făcut din ce în ce mai palid. Structura feței s-a schimbat de asemenea. Au apărut speculații cum că a efectuat o serie de operații estetice, la nas, bărbie și buze. La începutul anilor '80 a pierdut din greutate din cauza unei diete și dorinței de a avea un „corp de dansator”. Martorii spuneau că suferă de anorexie. În 1986 a suferit a patra operație la nas și una la bărbie.
Michael Jackson a devenit subiectul unor dezvăluiri senzaționale. În 1986 The National Enquirer a publicat o serie de fotografii cu Jackson într-o camera hiperbarică, susținând că dormea în cameră pentru a încetini procesul de îmbătrânire. De fapt acea camera hiperbarică a fost donata de către Michael spitalului unde a fost internat după accidentul de la reclama PEPSI. Când Jackson a cumpărat un cimpanzeu pe nume Bubbles, de la un laborator, a fost raportat ca fiind un exemplu de „desprindere față de realitate”. Toate aceste evenimente i-au adus și porecla „Wacko Jacko”.
Jackson a jucat în filmul 3-D Captain EO, regizat de Francis Ford Coppola. A fost cel mai scump film produs pe minut, și a fost difuzat la parcurile Disney. Întreaga lume era în așteptarea unui nou mare hit. Deși nu a avut vânzările lui Thriller, albumul Bad lansat în 1987 a fost un adevărat succes comercial, 5 ("I Just Can't Stop Loving You", "Bad", "The Way You Make Me Feel", "Man in the Mirror" și "Dirty Diana") din cele șapte single-uri clasându-se pe primul loc în Billboard Hot 100, cel mai bun album în această privință. Până în anul 2008 albumul s-a vândut în 30 de milioane de copii în întreaga lume.
Turneul mondial Bad a început în 12 septembrie 1987 și s-a încheiat în 14 ianuarie 1989. Numai în Japonia turneul a avut 14 spectacole, atrăgând 570.000 de oameni, aproape triplând vechiul record de 200.000 spectatori într-un singur turneu. A doborât un record în Guinness Book când 504.000 oamenii au asistat la cele 7 spectacole de pe stadionul Wembley. Turneul a avut în total 123 de concerte și o audiența de 4,4 milioane de spectatori, încasările fiind situate în jurul a 125 de milioane de $. Pe timpul turneului Jackson a invitat copii fără posibilități să-i urmărească concertele gratis, a făcut donații spitalelor și orfelinatelor.

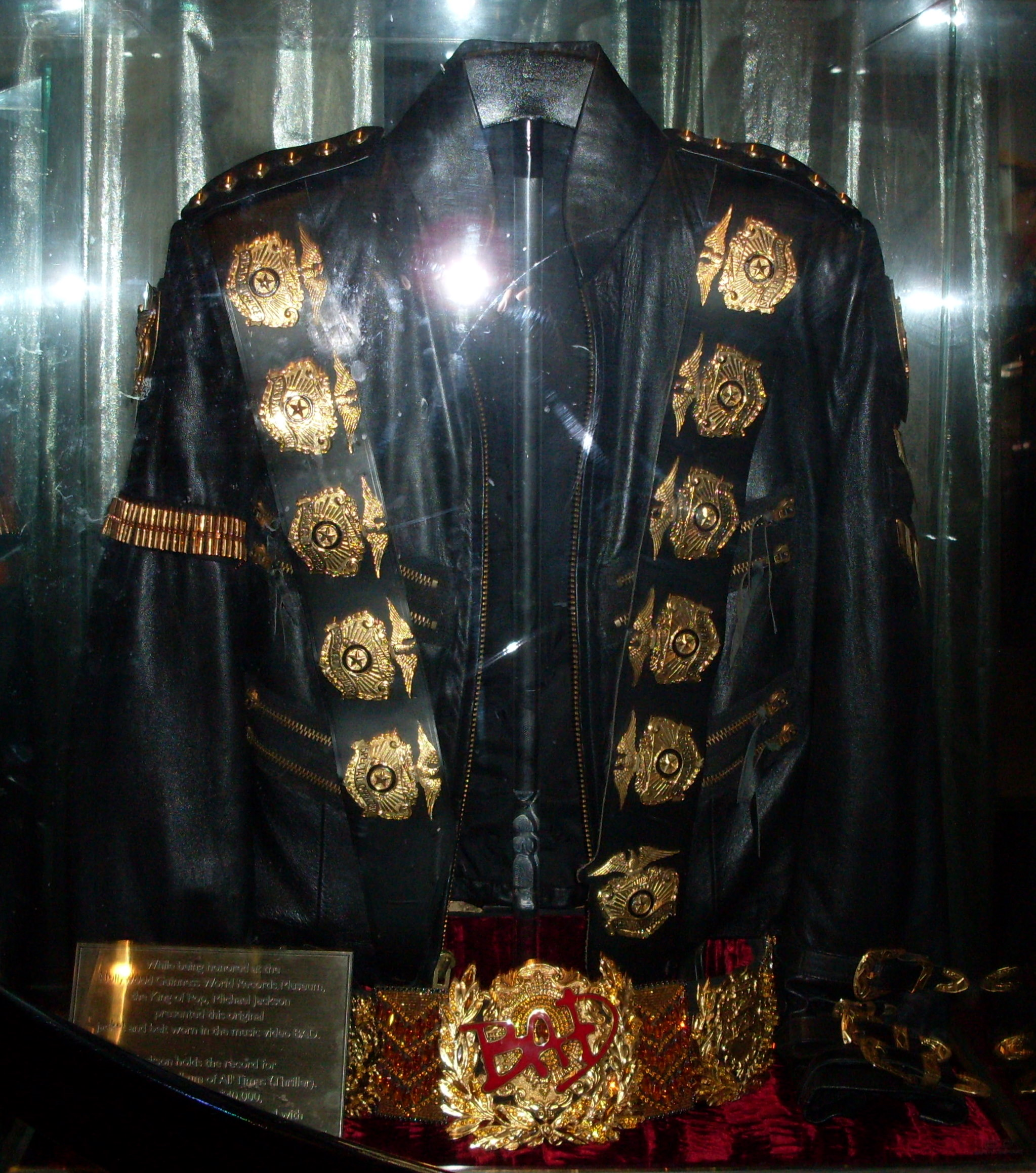
Jacheta pe care o purta Jackson în era „Bad”.

În 1988, Jackson a lansat prima lui autobiografie, Moon Walk, care a fost scrisă în patru ani. Cartea s-a vândut în 200.000 de exemplare. Jackson a scris despre copilăria lui, despre Jackson 5 și despre abuzurile suferite. De asemenea a mai vorbit și despre operațiile estetice suferite, menționând că a făcut doar două operații la nas. Moon Walk a ajuns pe prima poziție în topul New York Times, al celor mai vândute cărți. Tot în acel an Jackson apare în filmul Moonwalker alături de Joe Pesci. Filmul rămâne în top timp de 22 de săptămâni, fiind detronat de Michael Jackosn: The Legend Continues.
În martie 1988, Jackson a cumpărat un teren de 11 km2, în apropiere de Santa Ynez, California. Acolo a construit domeniul Neverland, la costul a 17 milioane de $. Au fost construite caruseluri, o grădină zoologică și un cinema. În 2003 ferma Neverland a fost evaluată la 100 de milioane de $. În 1989 veniturile lui Jackson din vânzarea de albume, concerte și afaceri au fost de 125 de milioane de $. La scurt timp a devenit primul străin care apare într-o reclamă televizata din Uniunea Sovietică.
Succesul de proporții a lui Jackson, i-a adus și supranumele de „regele muzicii pop”. Acest titlu a fost popularizat de Elizabeth Taylor, la înmânarea premiului „Artistul Deceniului” în 1989, proclamându-l „adevăratul rege al muzicii pop, rock și soul”. De asemenea, președintele George H. W. Bush i-a acordat premiul „Artistul Deceniului”. Din 1985 până în 1990, Jackson a donat 500.000 de $ pentru United Negro College Fund, iar toate profiturile single-ului „Man in the Mirror” au fost donate în scopuri caritabile. Jackson a fost nominalizat la premiile Emmy pentru prestația din timpul celebrării lui Sammy Davis Jr., pentru piesa „You Were There”.

### Dangerous, Fundația Heal the World și Super Bowl XXVII (1991–1993)
În martie 1991, Jackson a reînnoit contractul cu Sony Music pentru 65 de milioane de dolari, o sumă-record la acea vreme, surclasându-l astfel pe Neil Diamond ce și-a prelungit contractul cu Columbia Records. A lansat cel de-al optulea album (Dangerous) în același an. Până în 2008, materialul discografic s-a comercializat în peste șapte milioane de exemplare în Statele Unite și în peste 12 milioane la nivel mondial; este cel mai bine vândut album în stilul new jack swing al tuturor timpurilor. În țara sa natală, primul single a beneficiat de cel mai mare succes comercial. „Black or White” a ajuns pe primul loc în Billboard Hot 100, staționând pe această poziție timp de șapte săptămâni. Piesa a avut clasări similare și în restul lumii. Al doilea cântec promovat, „Remember the Time”, a urcat până pe locul trei în clasamentul american, fiind prezent în primele cinci poziții timp de opt ediții. Jackson a interpretat acest cântec la gala de decernare a premiilor Soul Train Awards într-un scaun, declarând că a suferit o rană în timpul repetițiilor. „Heal the World” a reprezentat cel mai mare șlagăr al materialului discografic în Regatul Unit, înregistrând vânzări de peste 450 000 de exemplare și clasându-se timp de cinci săptămâni pe locul secund în UK Singles Chart în 1992.
Jackson a înființat fundația Heal the World în 1992. Fundația organiza numeroase acțiuni de caritate, copii săraci erau aduși în parcul de distracție construit de Jackson la Neverland, pentru a se bucura de nenumăratele distracții oferite de parc. Fundația a trimis de asemenea milioane de dolari în întreaga lume, pentru a ajuta copiii afectați de război și boli. Turneul mondial, Dangerous World Tour, a început în 27 iunie 1992 și s-a terminat în 11 noiembrie 1993. Jackson a susținut 67 de concerte, în fața a 3,5 milioane de oameni. Toate profiturile au fost donate către fundația Heal the World. Drepturile de difuzare a turneului Dangerous au fost cumpărate de HBO pentru suma de 20 de milioane de dolari, record care nu a fost doborât nici astăzi. Odată cu moartea lui Ryan White, Jackson a atras atenția publicului asupra virusului HIV/SIDA, un subiect controversat în acea perioadă. El a pledat public pentru acordarea de extra-fonduri, pentru cercetarea și combaterea virusului HIV/SIDA.
În timpul unei călătorii în Africa, Jackson a vizitat mai multe țări, printre care Gabon și Egipt. La prima oprire în Gabon a fost întâmpinat de 100.000 de oameni, unii dintre ei purtând pancarte pe care scria „Bun venit acasă, Michael”. La prima lui vizită în Coasta de Fildes, Jackson a fost încoronat "Regele Sani" de către un șef tribal.
Printre cele mai aclamate prestații ale lui Michael se numără și spectacolul Super Bowl XXVII. Unul dintre cele mai spectaculoase
momente a fost catapultarea lui Jackson pe scenă dintr-o ploaie de artificii. Purtând o costumație militară, negru cu auriu, și ochelari de soare, Jackson a aterizat pe scena, rămânând nemișcat timp de câteva minute în fața mulțimii extaziate. După aceasta și-a scos încet ochelarii, i-a aruncat și a început să cânte și să danseze. Spectacolul a fost compus din 4 melodii: „Jam”, „Billie Jean”, „Black or White” si „Heal the World”. Show-ul de la Super Bowl a fost urmărit de 135 de milioane de americani. Albumul Dangerous a urcat 90 de poziți în top.
Jackson a primit premiul "Living Legend Award" la cea de-a 35-ea Gală a Premiilor Grammy, din Los Angeles. „Black or White” a fost nominalizat pentru cea mai bună prestație vocală. „Jam” a câștigat două nominalizări: cea mai bună prestație vocală R&B și cea mai bună melodie R&B.

### Prima acuzație de abuz sexual, prima căsătorie șiHIStory(1993–1997)
În februarie 1993, Michael a dat primul lui interviu TV după o pauză de 14 ani, într-o emisiune de 90 de minute a celebrei Oprah Winfrey. Vizionată de 90 de milioane de americani, s-a clasat pe locul patru în topul audienței din istoria televiziunii americane (cu excepția transmisiilor sportive). Printre subiectele abordate s-a numărat relația cu tatăl său și rolul acestuia în copilăria lui. Michael a mărturisit că plângea adesea de singurătate și a negat zvonurile pe care le publicau tabloidele, de pildă că achiziționase osemintele „omului-elefant” Joseph Merrick sau că dormea într-o cameră hiperbarică. A respins de asemenea zvonul că și-ar fi albit tenul și a vorbit despre boala lui de piele, vitiligo. A recunoscut că își făcuse operații plastice la nas, dar a adăugat că se oprise acolo.
În vara anului 1993, Jackson a fost acuzat de molestare sexuală de către un copil de 13 ani pe nume Jordan Chandler și tatăl său, Evan Chandler, un dentist. Poliția a descins la Neverland, ba chiar a fotografiat organele genitale ale lui Michael, însă n-a fost depusă nici o plângere penală. „Sunt complet nevinovat, n-am greșit cu nimic”, a fost răspunsul lui, transmis prin satelit de la Neverland. În ianuarie 1994 s-a zvonit că plătise familiei Chandler milioane de dolari pentru a scăpa de proces și mulți și-au închipuit că era vinovat. Michael va afirma răspicat, prin intermediul biografului său J. Randy Taraborrelli, că a plătit „pentru că trebuia să-mi văd de viața mea. Povestea asta mă ucidea... Îți jur, n-am făcut-o. Voiam doar să las totul în urmă”.

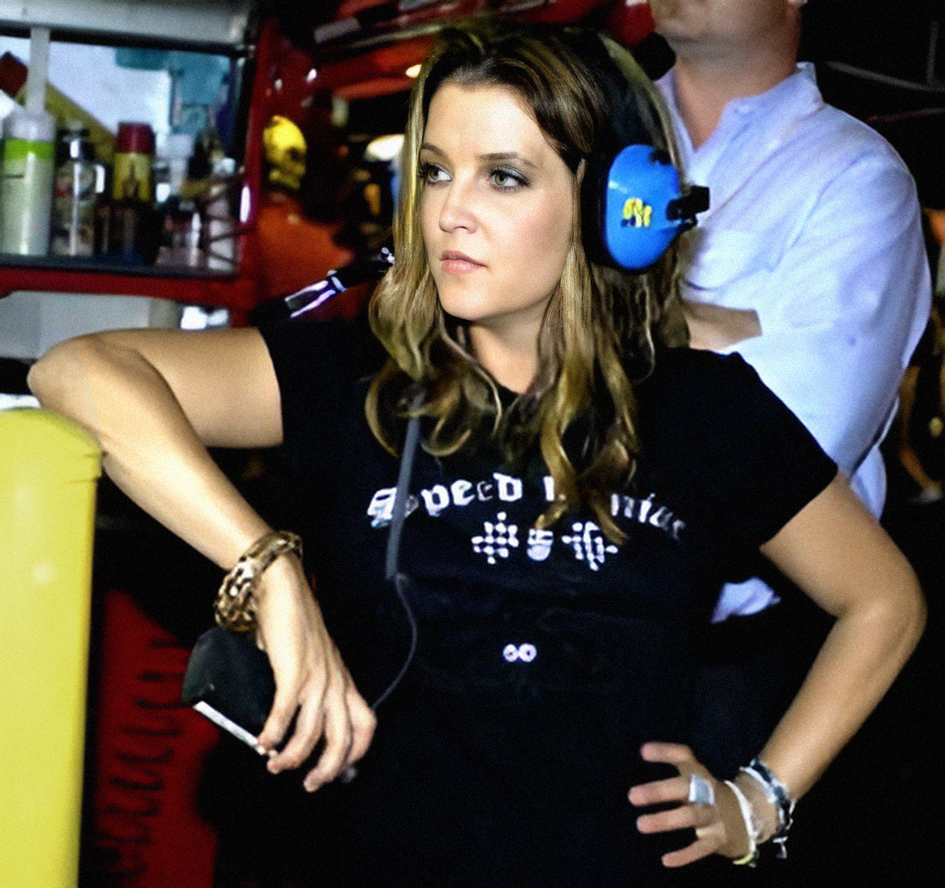
Jackson s-a căsătorit cu Lisa Marie Presley în 26 mai 1994.

În 26 mai 1994, Jackson se căsătorește cu cântăreața și compozitoarea Lisa Marie Presley, fiica lui Elvis Presley. O cunoștea pe 
Lisa Marie încă din 1975, dar relația lor a început abia după ce s-au întâlnit din nou, în noiembrie 1992. Unii au spus că nu era decât o găselniță de marketing pentru a distrage atenția de la scandalul Chandler, dar faptul că Michael și Lisa Marie s-au căsătorit departe de ochii lumii (în republica Dominicană) și au păstrat două luni secretul, în ciuda vigilenței ziariștilor, infirmă această teorie. Jackson și Lisa Marie au divorțat la nici 2 ani după, dar au rămas buni prieteni.

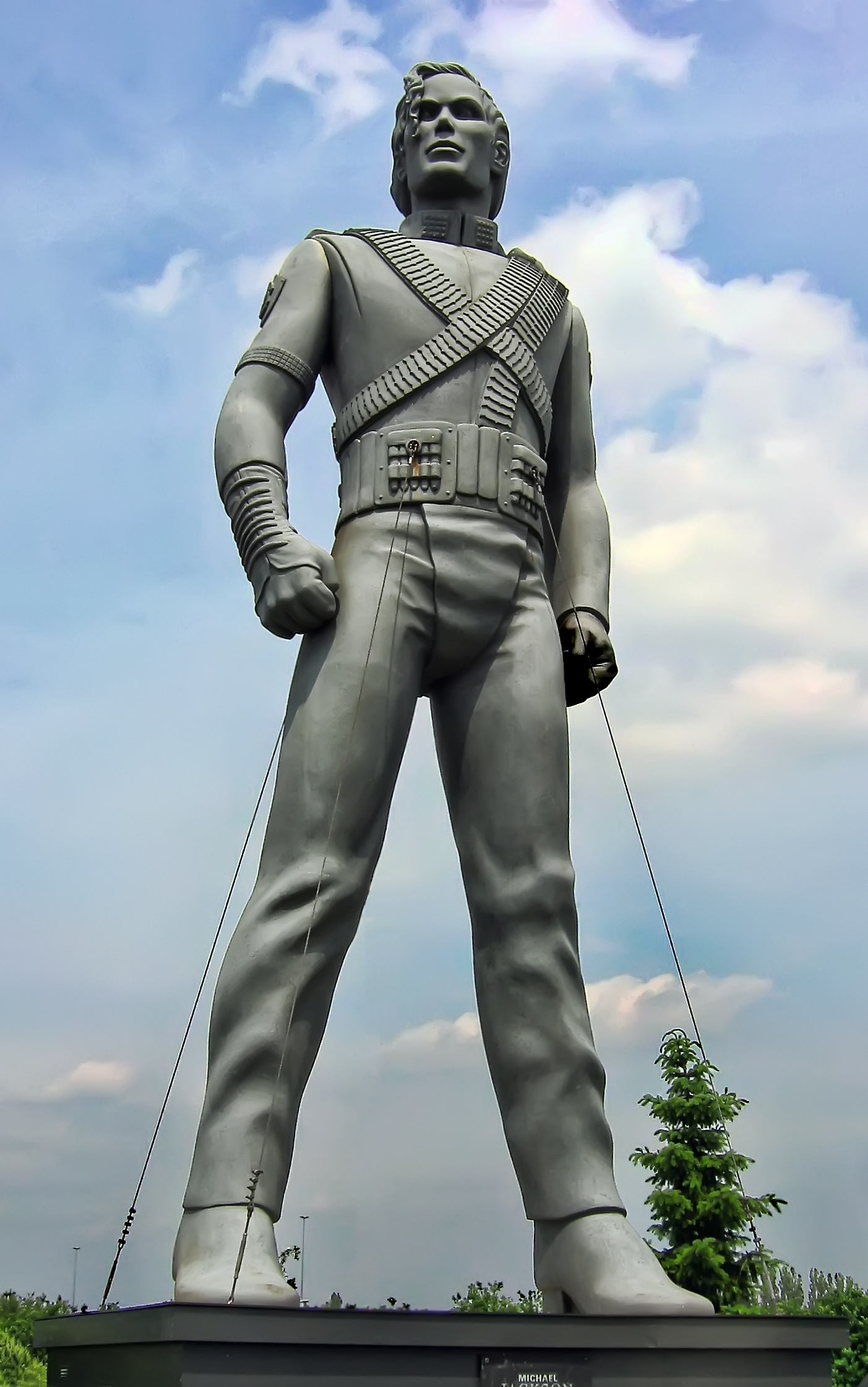
Una dintre multele statui poziționate în toată Europa pentru promovarea turneului HIStory.

Penultimul album al lui Michael din anii '90 a fost inițial plănuit ca o culegere de hituri mai vechi, însă, pe măsură ce aduna materialul, a devenit limpede că avea destule piese pentru un dublu CD care să împletească vechiul cu noul. Pe discul 2, Michael apare pentru prima dată și în calitate de instrumentist (keyboards, sintetizator, tobe, chitară și percuție), iar 12 din cele 15 piese noi sunt compuse de el. Intitulat sugestiv HIStory: Past, Present And Future - Book 1, albumul a apărut în iunie 1995 și a debutat pe locul 1 în topul american - o realizare notabilă, fiind destul de scump. Totuși a rămas acolo doar două săptămâni, cea mai scurtă perioadă în comparație cu celelalte albume ale sale care au ocupat aceeași poziție.
În ciuda acestui fapt, Michael scria întotdeauna istoria, așa s-a dovedit când „You Are Not Alone” a devenit primul single care a intrat în Billboard Hot 100 direct pe locul 1, în septembrie 1995. Predecesorul lui, „Scream” (o piesă violentă în care a cântat alături de sora lui, Janet), se oprise în iunie pe locul 5, iar următoarele single-uri au fost „Earth Song” și „Stranger In Moscow”. Albumul a fost promovat printr-un turneu mondial cu 87 de concerte, din septembrie 1996 până în octombrie 1997. Acesta a fost ultimul turneu a lui Michael Jackson.

### A doua căsătorie, primii copii șiBlood on the Dance Floor: HIStory in the Mix(1996-1999)
În timpul turneului HIStory World Tour, Jackson s-a căsătorit cu asistenta-dermatolog Deborah Jeanne Rowe, pe data de 14 noiembrie
1996, ceremonia având loc în apropierea hotelului la care era cazat Michael, în Sydney. Debbie Rowe i-a dăruit doi copii: Prince Michael și Paris Michael Katherine. Cei doi s-au întâlnit prima dată la mijlocul anilor '80, când Michael a fost diagnosticat cu vitiligo. De atunci, Debbie s-a îngrijit de sănătatea lui Michael și i-a oferit sprijin emoțional, care a dus la o poveste de dragoste. Căsătoria lor a rezistat mai puțin de trei ani și s-a încheiat cu un divorț, în 1999. Cu acordul lui Debbie, cei doi copii au intrat în custodia lui Michael.
În 1997, Jackson a lansat albumul Blood on the Dance Floor: HIStory in the Mix, care conține remixuri din albumul HIStory și cinci melodii noi. Vânzăriile albumului au ajuns la 6 milioane de copii până în 2007, devenind cel mai bine vândut album-remix. A ajuns pe prima poziție în Marea Britanie, la fel și melodia cu același nume, Blood on the Dance Floor. În Statele Unite, albumul a fost certificat cu Platină, dar a ajuns doar pe poziția 24. Potrivit Forbes, venitul lui Jackson în 1996 a fost de 35 de milioane de dolari și de 20 de milioane de dolari în 1997.
Până în iunie 1999, Jackson era implicat în numeroase acțiuni de caritate. El i s-a alăturat lui Luciano Pavarotti într-un concert de binefacere, în Modena, Italia. În urma acestui show s-au strâns milioane de dolari pentru refugiații din Kosovo, cât și pentru copiii din Guatemala. La sfârșitul acelei luni, Jackson a organizat o serie de concerte caritabile „Michael Jackson & Friends”, în Germania și Korea. Printre artiștii implicați în acele concerte se numără Slash, The Scorpions, Boyz II Men, Luther Vandross, Mariah Carey, A. R. Rahman, Prabhu Deva Sundaram, Shobana Chandrakumar, Andrea Bocelli și Luciano Pavarotti. Profiturile s-au îndreptat către „Nelson Mandela Children's Fund”, Crucea Roșie și UNESCO.

### Disputa cu Sony,Invincibleși al treilea copil (2000-2003)
Între anii 2000-2003 Michael a avut o dispută cu casa de discuri cu care lucra la acea vreme, Sony. Aceștia nu mai erau mulțumiți de încasările de pe urma albumelor vândute. Într-un interviu acordat ziariștilor Michael spunea: „Casele de discuri fură de la artiști, în special de la artiștii de culoare”. Așa cum era de așteptat afară erau mulți fani care doreau să-și vadă idolul și care îl susțineau pe Regele Muzicii Pop. Michael s-a urcat într-un autobuz cu etaje și a ridicat o plăcuță a unui fan pe care scria „SONY SUCKS!”.
Trecând peste această perioadă Michael înregistrează un nou album, Invincible. Acesta conține 16 piese și a fost lansat pe data de 30 octombrie 2001. Piesele extrase de pe album au fost: „You rock my world”, „Cry”, „Butterflies”. Prima piesă extrasă, „You rock my world”, a fost ultima piesă pentru care Michael a făcut videoclip și ultimul în care a jucat. Acest videoclip a fost făcut sub forma unui scurt metraj în care apare și Chris Tucker. Cel de-al doilea cântec, „Cry”,a avut videoclip dar, din cauza incidentului prăbușirii celor două turnuri gemene, Michael nu a dorit să apară în el. Aceasta a fost ultima încercare a lui Michael de a-i unii pe oameni și de a face o lume mai bună. Ultimul cântec extras a rămas fără videoclip. Disputa cu casa de discuri, lipsa promovării și lipsa unui turneu, au fost cauzele pentru care albumul Invincible a vândut doar 10 milioane de copii în întreaga lume, 8 milioane în SUA și 2 milioane în Europa, acesta fiind albumul cu cele mai puține vânzări.
Pentru a mai avea un copil și pentru că acesta a divorțat de cea de-a doua sa soție, Deborah Rowe, Michael a apelat la o mamă surogat și visul său a devenit realitate, a avut un al treilea copil. Acesta se numește Prince Michael Jackson II, poreclit Blanket.

### A doua acuzație de abuz sexual  și revenirea la proeminență (2003—2009)
Michael l-a primit în Neverland pe reporterul TV Martin Bashir și i-a acordat deplină încredere. Rezultatul, documentarul Living With Michael Jackson, i-a dovedit că făcuse o greșeală cumplită. Bashir s-a bucurat timp de opt luni de un acces surprinzător la viața lui Michael și a filmat cât a putut de mult. Difuzarea documentarului, în februarie 2003, a avut într-adevăr consecințe profunde. În Living With Michael Jackson, protagonistul vorbește deschis despre cum împărțea dormitorul cu copiii, de exemplu cu vedeta din Singur acasă, Macaulay Culkin, și fratele lui , Kieran, când aceștia aveau 12, respectiv 10 ani. Da, spune el „am dormit în același pat cu mulți copii”, și adaugă: „nu-i ceva sexual, doar dormim. Îi înveselesc, e fermecător, e foarte dulce.”. Alt copil de 12 ani, Gavin Arvizo, bolnav de cancer, a vorbit despre prietenia lui cu Jackson, iar în film pot fi văzuți ținându-se de mână.
In acelasi an Michael a dat un al doilea interviu, pentru Maury Povich, în care a pus la dispoziție filmările făcute cu camerele sale. În acest interviu, Take Two: The Footage You Were Never Meant to See(cunoscut si ca Rebuttal video), Povich arată cum Bashir a omis secvențe importante, denaturând realitatea. În documentar apar și persoane apropiate de Michael inclusiv fosta soție Debbie Rowe care povestește că ideea de a acoperii fețele copiilor lui Michael a fost a ei. Pe casete apare și Bashir care iși exprimă opinii ce nu sunt în concordanță cu modul în care îl prezintă pe Michael în documentarul Living With Michael Jackson. Documentarul a rulat în rețeaua Fox Network .
Ancheta autorităților din California s-a încheiat cu acuzația de abuz sexual, pregătind terenul pentru cel mai mediatizat proces din ultimii ani, care a început în ianuarie 2005, în Santa Monica, și a durat 60 de zile. Au depus mărturie 135 de persoane (inclusiv Macaulay Culkin, care a respins acuzațiile, calificându-le „ridicole”) și au fost prezentate peste 10.000 de probe. În 13 iunie, Michael a fost achitat în toate cele zece capete de acuzare și a plecat să se refacă în Bahrain.

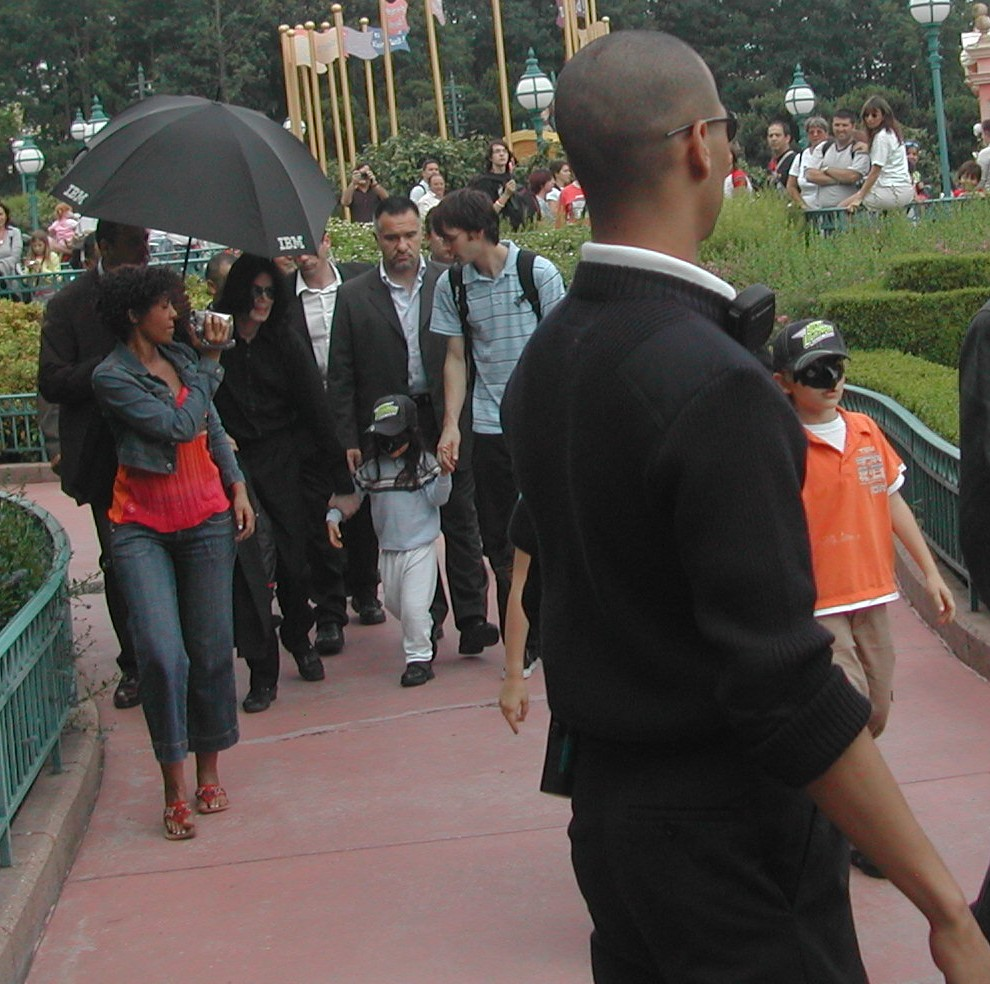
Michael Jackson cu copiii lui, în Disneyland Paris, 2006

În 21 noiembrie 2008, ziarele publicau știrea că Jackson s-a convertit la Islam și și-a schimbat numele în „Mikaeel”. Cu toate acestea, alte surse au sugerat că se convertise mai devreme, în 2007, când fratele lui, Jermaine, ar fi spus că s-ar fi convertit la islam. Însă unul din avocații lui Michael Jackson, Londell McMillan, a dezmințit aceste zvonuri ca fiind „aiureli”.
În martie 2009, Jackson a anunțat că începând cu 8 iulie 2009, va susține un turneu de 10 concerte,  numărul ajungând mai târziu la 50 — turneu intitulat: „This Is It”. Concertele urmau să aibă loc în Arena 02 din Londra. El a explicat "Vreau doar să spun că acestea vor fi ultimele mele concerte în Londra. Când spun ultimele, vorbesc serios", adăugând că „ultima cortină va cădea”.
Cel mai bine vândut album al său este „Thriller”, care este pe primul loc dintre cele mai vândute albume ale tuturor timpurilor, urmat pe locul 2 de cei de la AC/DC cu „Back In Black”.

## Decesul
În după-amiaza zilei de 25 iunie 2009, Michael Jackson a suferit un stop cardiac la casa închiriată din Holmby Hills, Los Angeles. A fost găsit cu pulsul scăzut de către medicul personal, însă încercarea de a-l resuscita a eșuat. Echipa de paramedici a primit un apel la 911 la ora 12:22 p.m. (ora locală), ajungând la fața locului după trei minute și șaptesprezece secunde.  A fost raportat că acesta nu respira și au fost făcute manevre de resuscitare cardiopulmonară la fața locului, apoi au dus pacientul, care intrase în comă, la Centrul Medical UCLA. Decesul a fost declarat în jurul orei 14:26 (ora locală) în aceeași zi. Autoritățile au programat o autopsie, presa făcând multe speculații în legătură cu cauza morții. Funeraliile au avut loc pe 7 iulie 2009 în Los Angeles, familia lui participând la o ceremonie privată organizată în cimitirul Forest Lawn, iar la Staples Center a avut loc omagiul public. Sicriul a fost prezent în acest loc pe tot parcursul ceremoniei ce a fost urmărită de peste 2.5 miliarde de oameni din întreaga lume, însă nu se cunoaște încă locul exact al înmormântării.

### Reacții
- Lisa Marie Presley: „Sunt foarte tristă și confuză din cauza tuturor acestor emoții care mă copleșesc. Sunt îngrijorată pentru copiii săi, despre care știu că însemnau totul pentru el și pentru familia lui. E o pierdere atât de mare și cu implicații atât de profunde, încât nu am cuvinte să o descriu”[118]
- Madonna: „Nu mă pot opri din plâns din cauza acestei vești triste. Întotdeauna l-am admirat pe Michael Jackson. Lumea a pierdut unul dintre cei mai mari artiști ai ei, dar muzica lui va trăi pentru totdeauna. Inima mea este alături de cei trei copii ai lui și de ceilalți membri ai familiei sale. Dumnezeu să îi ajute!”[118]
- Paul McCartney: „Am avut privilegiul să petrec ceva timp și să lucrez alături de Michael. Era un bărbat-copil cu un talent imens și cu un temperament liniștit. Muzica lui va rămâne pentru totdeauna în memoria tuturor oamenilor, iar amintirile mele despre momentele petrecute cu el vor fi întotdeauna fericite”.
- Nelson Mandela: „Am aflat cu tristețe de moartea prematură a lui Michael Jackson, am admirat foarte mult talentul său extraordinar. A fost un gigant al muzicii și va fi o legendă a lumii. Ne va lipsi foarte mult. Eu și soția mea suntem alături de familia îndurerată și le transmitem condoleanțe” [119]
- Diana Ross: „Michael a fost o pasiune a mea, o parte a vieții mele pe care o prețuiesc foarte mult” [119]
- Usher: „Inima mea este alături de Regele pop și de familia lui”
- Jane Fonda: „Sunt împietrită. Prietenul meu, Michael Jackson, a murit. A locuit practic cu mine, pentru o săptămână, pe platourile de filmare de la «Pe heleșteul auriu/ On Golden Pond», după «Thriller»”[118]
- Neil Portnow: „A fost o adevărată legendă a muzicii”[120]
- Arnold Schwarzenegger: „Astăzi lumea a pierdut una dintre cele mai influente și mai emblematice figuri din industria muzicală. Chiar dacă au existat întrebări serioase legate de viața sa personală, Michael a fost un mare artist incontestabil, iar popularitatea sa a marcat generații și întreaga lume” [121]
- Celine Dion: „Sunt în stare de șoc. Sunt copleșită de această tragedie. Michael Jackson a fost dintotdeauna un idol pentru mine. A fost nu doar o persoană talentată, ci a fost unic, un geniu. E o pierdere atât de mare. E ca atunci când Kennedy a murit sau când Elvis a murit. Condoleanțele mele familiei sale. Este o pierdere imensă” [118]
- Britney Spears: „A fost un om minunat și ne va lipsi tuturor” [118]
- Cher: „Am un milion de reacții, la care nu m-aș fi așteptat. A fost un cântăreț mare - Dumnezeu îți dă anumite daruri și acest copil a fost un copil minunat, înzestrat cu multe daruri. Putea să cânte ca nimeni altul și putea să comunice cu toți oamenii.” [118]
- Justin Timberlake: „Nu pot sa îmi găsesc cuvintele potrivite pentru a descrie durerea ce mă cuprinde. Am pierdut un geniu și un ambasador, nu doar pentru muzica POP, ci pentru toate genurile de muzică. A fost un artist care a inspirat mai multe generații și o să prețuiesc pentru totdeauna momentele în care am fost împreună pe aceeași scenă. Condoleanțele mele se îndreaptă către familia lui și către toți cei care l-au iubit pe Michael” [118]
- Beyonce: „Michael a fost un prieten drag și un profesionist desăvârșit. Colaborarea mea cu el a fost cea mai captivantă experiență din viața mea, care m-a inspirat ca nicio alta. Ne va lipsi foarte mult. Sunt teribil de tristă. El a fost cel mai mare artist din lume, iar lumea îi va duce dorul. Inima mea este alături de familia și de fanii lui”.[118]
- P. Diddy: „Michael mi-a arătat că ritmul muzicii se poate și vedea, mi-a adus muzica în viață și m-a făcut să cred în magie”[118]
- Barack Obama: "Va rămâne în istorie ca unul dintre cei mai mari oameni de spectacol. Am crescut pe muzica lui. Cred că a plătit mult prea scump prețul celebrității", s-a confesat Obama, care a mai adăugat că, în opinia sa, Michael a avut "o viață tragică și tristă din multe puncte de vedere".

### Omagiu și recunoștință
În cadrul turneului Sticky & Sweet din 2009, din Londra, cântăreața pop Madonna a adus un ultim omagiu megastarului când la finalul piesei „Holiday” a exclamat:
„Ridicați mâinile pentru unul dintre cei mai mari artiști din istorie - trăiască Regele!”.

## Michael Jackson în România
Michael Jackson a fost primul mare artist care a concertat în România. În data de 1 octombrie 1992, 70.000 de oameni au fost prezenți pe stadionul Lia Manoliu din București, pentru a-l vedea pe Michael cântând și dansând. Evenimentul a fost difuzat de postul de televiziune HBO, care a cumpărat drepturile de transmitere pentru suma record de 20 de milioane de dolari. Concertul care făcea parte din cadrul turneului Dangerous World Tour, a atins audiențe record pentru postul de televiziune HBO.
Concertul din 1992 a fost lansat pe DVD în 2005. Live In Bucharest: The Dangerous Tour împreună cu concertul de la Seoul, din cadrul turneului HIStory, sunt singurele concerte ale lui Michael Jackson lansate pe DVD. La puțin timp după concert, Michael Jackson filmează pentru videoclipul piesei Police Walk, alături de polițiști români. Tot în 1992, Jackson vizitează un orfelinat din București și donează 10.000 de dolari pentru construirea unui parc copiilor din orfelinat. Michael Jackson revine în România, în 1996, în cadrul turneului HIStory World Tour.

## Stilul muzical și vocea

### Influențe
Genul adoptat de Jackson își are rădăcinile în R&B, muzica interpreților de la Motown Records, pop și soul. A fost influențat de unii dintre contemporanii săi, cum ar fi Little Richard, James Brown, Jackie Wilson, Diana Ross, Fred Astaire și de Bee Gees.
Little Richard a avut cea mai mare influență asupra compozițiilor lui Jackson, iar James Brown a reprezentat cea mai mare inspirație pentru acesta încă din copilărie, considerându-l un „maestru” sau „geniu”, în special în timpul când era membru al formației Famous Flames: „Încă de la o vârstă fragedă, când nu aveam nici șase ani, mama mă chema oricând, chiar dacă dormeam, chiar dacă făceam altceva, să mă uit la televizor pentru a-l vedea pe maestrul meu la treabă. Iar când l-am văzut mișcările, am rămas uimit. Nu am mai văzut niciodată un cântăreț să interpreteze în același mod și din acel moment am știu că acest lucru voi face pentru tot restul vieții mele și asta datorită lui James Brown.
La început, Diana Ross l-a ajutat pe tânărul Jackson să-și perfecționeze tehnica vocală. În octombrie 1969, s-a luat hotărârea ca Jackson să locuiască cu aceasta, care s-a dovedit a fi nu doar o figură maternă ci și un model, urmărind-o adesea în timpul repetițiilor. El a declarat ulterior: „Am ajuns să o cunosc foarte bine. M-a învățat atât de multe. Obișnuiam să stau într-un colț și să urmăresc cum se mișca. Era arta în mișcare. Am studiat cum dansa, cum cânta - exact așa cum era.” Jackson i-a spus: „Vreau să fiu ca tine, Diana.”, iar ea i-a răspuns: „Fii tu însuți”. Jackson a utilizat însă sunetul oooh în același mod ca Diana Ross. La început, acesta presăra versurile destul de des cu oooh. Nu era interpretat prelung, ci mai degrabă ca o exclamație neașteptată. Diana Ross a utilizat acest efect în timpul înregistrărilor cu cei de la The Supremes, iar tânărul Jackson a fost încântat să-l preia.

### Teme și genuri abordate
Steve Huey de la Allmusic a afirmat că de-a lungul carierei sale de interpret solo, caracterul multilateral al lui Jackson i-a permis să experimenteze multe genuri și teme. Ca muzician, a trecut de la balade și piese dance caracteristice interpreților de la Morown Records la techno și house, inclusiv new jack swing, compozițiile sale având atât ritmuri din muzica funk, cât și chitare utilizate în hard rock.
Spre deosebire de alți cântăreți, Jackson nu scria creațiile sale pe hârtie. El le dicta într-un aparat de înregistrare; când era în studio, le interpreta din memorie. Câțiva critici de specialitate au observat că „Off the Wall” era o combinație de funk, disco-pop, soul, soft rock, jazz și baladă pop. Alte exemple notabile ar fi „She's out of My Life”, „Workin' Day and Night” și „Get on the Floor”.
Conform lui Huey, Thriller a rafinat sentimentul de putere existent pe Off the Wall; piesele dance și cele rock erau mai agresive, în timp ce baladele și cântecele pop erau mai lente și mai pătrunzătoare. Mai notabile sunt baladele „The Lady in My Life”, „Human Nature”, „The Girl Is Mine”; cele în stilul funk: „Billie Jean”, „Wanna Be Startin' Somethin'”; compozițiile disco: „Baby Be Mine” și „P.Y.T. (Pretty Young Thing)”. Christopher Connelly de la Rolling Stone a afirmat că odată cu Thriller, Jackson și-a dezvoltat asocierea îndelungată cu teme subliminale cum ar fi paranoia sau imagistica întunecată. Stephen Thomas de la Allmusic evidențiază faptul că acestea se întâlnesc în piese ca „Billie Jean” sau „Wanna Be Startin' Somethin'”. Versurile cântecului „Billie Jean” sunt despre o admiratoare care pretinde că interpretul este tatăl copilului ei. În „Wanna Be Startin' Somethin'”, el critică bârfele și mass-media. „Beat It”, piesa rock despre anti-violența găștilor, a devenit un omagiu adus pentru West Side Story, fiind prima compoziție de cross-over spre rock ce a beneficiat de un succes important, conform lui Huey. Acesta a observat și faptul că odată cu numele piesei Thriller a început interesul lui Jackson pentru supranatural. În 1985, Jackson a participat la compunerea piesei de caritate „We Are the World”; temele umanitare au devenit unele frecvent abordate în versurile cântecelor din anii ulteriori.

## Discografie
- Got to Be There (1972)
- Ben (1972)
- Music & Me (1973)
- Forever, Michael (1975)
- Off the Wall (1979)
- Thriller (1982)
- Bad (1987)
- Dangerous (1991)
- HIStory (1995)
- Blood on the dance floor (1997)
- Invincible (2001)
- Number Ones (2003)
- The Ultimate Collection  (2004)
- The Essential - Disc 1  (2005)
- The Essential - Disc 2  (2005)
- Thriller 25  (2008)
- This is it (2009)
- Michael (2010)
- Immortal(2011)
- "Xscape"(2014)

## Filmografie
| Anul | Filmul                              | Rolul                        | Director              |
| ---- | ----------------------------------- | ---------------------------- | --------------------- |
| 1978 | The Wiz                             | Scarecrow                    | Sidney Lumet          |
| 1986 | Captain EO                          | Captain EO                   | Francis Ford Coppola  |
| 1988 | Moonwalker                          | el însuși                    | Jerry Kramer          |
| 1997 | Ghosts                              | Maestro/Mayor/Ghoul/Skeleton | Stan Winston          |
| 2002 | Men in Black II                     | Agent M                      | Barry Sonnenfeld      |
| 2004 | Miss Cast Away and the Island Girls | Agent MJ                     | Bryan Michael Stoller |
| 2009 | Michael Jackson's This Is It        | el însuși                    | Kenny Ortega          |

## Turnee
- Bad World Tour (1987–89)
- Dangerous World Tour (1992–93)
- Turneul Mondial History (1996–97)
- This Is It (2009)

## Premii și realizări

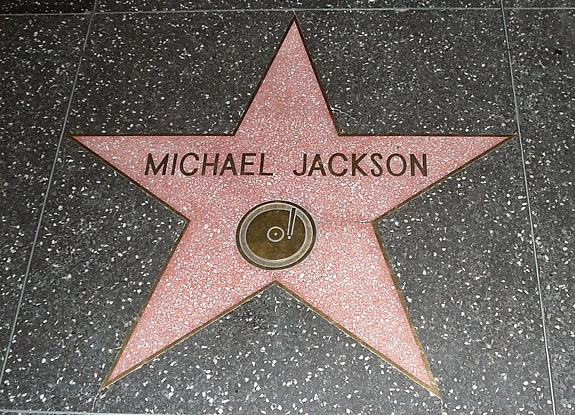
Steaua lui Michael Jackson pe Hollywood Walk of Fame, pusă în 1984

Michael Jackson a debutat pe scenă ca profesionist la vârsta de 11 ani, fiind membru al formației The Jackson 5 și și-a început cariera solo în 1971, când încă era în grup. Următoarele 5 albume pe care le-a lansat aveau să devină cele mai vândute albume din toate timpurile. Thriller rămâne și astăzi cel mai bine vândut album din istorie, cu peste 110 milioane de copii vândute în întreaga lume.
În timpul carierei sale, Michael a devenit unul dintre puținii artiști care au intrat de două ori în Rock and Roll Hall of Fame. Printre alte realizări se numără și 13 recorduri Guinness, incluzând recordul pentru „ cel mai de succes entertainer din toate timpurile”, 14 premii Grammy, 26 premii A.M.A.(American Music Awards), 12 premii W.M.A.(World Music Awards) și vânzări de peste 750 de milioane de unități. A câștigat, de asemenea, numeroase premii pentru acțiunile umanitare și a fost distins de către doi președinți ai Statelor Unite. A fost numit artistul  „Deceniului”, „Generației”, „Secolului” și „Mileniului” și a intrat în Songwriters Hall of Fame în 2002. Cele mai multe hituri ale unui artist solo(80). Cele mai multe premii câștigate de un artist. Cea mai mare audiență TV înregistrată vreodată la un concert – 133.400.000 de oameni. Cea mai mare sumă primită de un artist pentru o reclamă – 12 mil. de dolari de la Pepsi. Cele mai multe discuri vândute în afara US – peste 100 mil. Cele mai multe bilete vândute într-un concert maraton (a durat 7 nopți) – 504.000. Michael Jackson este cel mai premiat artist din toate timpurile și artistul cu cele mai multe recorduri Guiness.